# WNT7A
WNT7A‏ (Wnt family member 7A) هوَ بروتين يُشَفر بواسطة جين WNT7A في الإنسان.